# ワンダーフェスティバル
ワンダーフェスティバル（Wonder Festival）は、造形メーカー海洋堂が主催するガレージキットのイベント。略称は「ワンフェス」「WF」。実行委員長は海洋堂専務取締役の宮脇修一。
東京都立産業貿易センター（現在の浜松町館）、東京国際展示場（東京ビッグサイト）を経て、現在は幕張メッセを会場に年に2回（主に2月・7月）行われている。マスコットキャラクターは水玉螢之丞デザインの「ワンダちゃん」と「リセットちゃん」（2001年夏〜）及び「メッセくん」（2009年夏〜）で、2014年夏より水玉のデザインを元にあずまきよひこがイラストを手がけてきた。2021年秋からは青木俊直が担当している。

## 概要・歴史
ワンダーフェスティバルはガイナックスの前身であるゼネラルプロダクツによって、1984年12月にゼネラルプロダクツ大阪2号店で行なったプレイベントに始まる。以降1992年冬までをゼネラルプロダクツが主催した。1992年夏からは海洋堂が主催を引き継いでいる。
プロ・アマチュアを問わない原型製作者の手によるガレージキット、模型、造形物の展示・販売を主目的とするがフリーマーケット、コスプレイヤーによるコスプレ等も行われる。企業とタイアップイベントを行なう等、商業的色彩も強くなった。
アマチュアによるガレージキットの展示販売の分野では最大のイベントであるほか、運営者の方針で、他のイベントでは危険その他の理由で禁止される事の多い長物や模造刀やモデルガンの携帯が許されている等、規制が比較的緩いためコスプレイヤーにとっても重要なイベントと認知されている。
コールドキャストやソフトビニール等、塗装済み完成品フィギュアも販売されており、企業など発売元がワンダーフェスティバルに参加し「ワンフェス限定版」等と銘打った完成品フィギュアを発売する例もある。
2018年4月には「ワンダーフェスティバル 2018上海[Pre Stage]」と銘打って、上海新国際博覧中心で初の海外開催を行う予定。中国で日本の文化やサブカルチャーの紹介を行っているGOOSEBUMPSが中心となり、同社とワンダーフェスティバル実行委員会やその他の外部スタッフによる「上海WF実行委員会」が主催・運営することになる。

## 当日版権システムの発明
当日版権システムは、このワンダーフェスティバルによって編み出された。以前は『機動戦士ガンダム』関係の当日版権も許諾されていたが、1992年にバンダイ出版課とホビージャパン社によるジャパン・ファンタステック・コンベンション（通称：JAF-CON、現C3AFA TOKYO）が始まるとガンダムの版権は次第に許諾されにくくなり、現在ワンダーフェスティバルにおいてはほとんど許諾されていない。ガンダム関係のガレージキットの当日版権が許諾されるのは、ほぼC3AFA TOKYOのみに限られている。ただしバンダイが版権管理していない2次創作的な作品等においては一部許諾されている例もある。「ガンダム・センチネルの版権問題でのトラブル」によるというのは俗説であり、「モデルグラフィックス」などを通じて和解が成立している。

## 中止・休止事例

### リセット宣言
2000年夏の開催終了時のアナウンスにおいて、開催形態の変更あるいは開催終了を示唆する発表が行われ、同年9月の「モデルグラフィックス」誌上において、海洋堂が参加ディーラーへの問題提起として開催を取りやめる「リセット宣言」を発表し、2001年冬の開催が休止、2001年夏から再開された。
マスコットキャラクターの「リセットちゃん」はこのリセット宣言に由来する。

### エスカレーター事故
2008年8月3日に開催された「ワンダーフェスティバル2008[夏]」の入場開始時、東京国際展示場西ホールの1階と4階をつなぐ上りエスカレーター（日本オーチス・エレベータ製）が突如下降し10人が怪我をする事故が発生した。本来なら即座にイベントを中止するべきだが、イベント自体はそのまま続行し、閉幕した。事故の一部始終の映像が視聴者によって撮られ、2012年12月30日にTBSの「報道の日2012」第2部で放送された。
エスカレーターは法令上エレベーターと違って定員は表示義務がないが、1ステップあたり1～2名が乗り込むという前提のもとで設計・製作されている。
ニュースでは、1ステップに平均3人前後乗っていたと報道されたが、事故発生時エスカレーターに乗っていた岡田斗司夫は自身のブログの中で「エスカレーターに殺到しておらず、皆整然と静かに乗っており、1ステップに3人も乗っていない」と証言をしており、意見の食い違いがみられる。TVなどで放送された事故映像（と乗客の悲鳴）では利用客が殺到した過積載が原因の事故との見方もあった。建築基準法では約117人分の積載荷重（1人あたり体重65kg）での搬送が可能であるが、映像の分析から事故当時の積載人数はおよそ120人程度であったとされる。
また、東京ビッグサイト側は主催者側に対して「乗客が殺到する危険性」について説明と指示を行ったとしているが、主催者側は「そういった説明はなかった」と回答、この点でも当事者間で意見が食い違っている。
この事故を受け、東京ビッグサイトが海洋堂に対して今後、東京ビッグサイトの貸し出しを拒否する通告（下述）を出したほか、東京国際展示場のエスカレーターの一部が、事故原因調査や点検等のため使用不可となり、特に直後に開催となったコミックマーケット74においては、事故機を含む大型エスカレーターが安全上の理由から閉鎖され、他のエスカレーターでも乗員制限を厳密に行うなど、事故後に東京国際展示場で開催された各種イベントで影響が出た。また、大型エスカレーターはコミックマーケット75以降も使用を停止し、同84からスタッフや企業ブース出展者など限られた関係者のみが使用していたが、原因（後述）が公表された同88から時間限定で一般開放され、企業ブースの場所が変更された同90から常時開放されている。
次回に開催予定だった「ワンダーフェスティバル2009[冬]」が事故原因調査の関係上、当初は開催延期とされていたが、当日版権申請の締め切り設定などスケジュール上困難となる要素が発生していることから、2008年10月10日に開催の中止が正式に発表された。このため、2009年2月22日に幕張メッセで開催された「トレジャーフェスタ」が「2009[冬]」の事実上の代替イベントとなった。
2015年1月19日に国土交通省社会資本整備審議会が調査結果報告書を公表した。これによると、事故直後は乗客の総重量オーバーが原因と見られていたが、最大で125人が載っていたと推定され、ブレーキの許容範囲内としている。一方で、モーターの載った台を固定する部品に溶接不良があり、ボルトも緩んでいたことから、台が斜めにずれたことで駆動チェーンが緩み、歯車と噛み合わなくなったことで踏み段が減速し、安全装置が作動したが、ブレーキの制動力が積載荷重に対して不十分だったため、逆走を止めることができなかったと事故原因を結論づけている。

### 幕張メッセでの開催
主催者側は公式ホームページにおいて、「2009[冬]」は中止としつつも、イベント自体については早期再開への意志を示していたが、エスカレーター事故の原因調査が終わらない中、「今回の事故を反省し、秩序あるイベントの開催」を目指す主催者側だったが、東京ビッグサイトは「参加者の無秩序ぶりを改善するのは難しいため、東京ビッグサイトの貸し出しを今後一切拒否する」と海洋堂に対して出入り禁止を宣告し、「2009[夏]」以降は幕張メッセに会場を移して2009年7月26日に開催されることが決定。その後予定通りに開催された。幕張メッセに移したことに伴い、成人向けディーラーは隔離され、19歳以上のみ入場できる構造になっている。
近年では、入場と同時に目的のブースにダッシュする参加者や、入場時に既に会場内にいるというディーラー参加者の特権を悪用し、誰よりも早く企業ブースの限定販売品を手に入れようとする「ディーラーダッシュ」を抑制する目的で、開場から10分間はフロア間の移動をある程度制限するなど、マナー向上を目指したさまざまな試みを行っている。また、徹夜組を禁止し、入場の際には始発電車で来た入場者との優劣を付けない形で入場するようにしてきたが、このことが「始発列の先頭が徹夜組の最後尾より有利になる」という誤解が生じ、徹夜組が始発到着組と装うために、始発電車が到着する時間帯に海浜幕張駅の改札周辺に人が殺到し、安全性の確保と混雑緩和が必要となった。このため、2011[夏]より優先入場できる特別整理券「ダイレクトパス」の発売を行っている。
2011[夏]は、3月に発生した東日本大震災の影響を大きく受け、版権元・ディーラー双方の連絡が取りづらい状況になったため、海洋堂による当日版権受付を中止することが3月22日に発表された。この措置を受けて、版権元が自ら当日版権の許諾申請受付を行っている、または特例としてこの回のみ版権フリーにする措置をとっている。
2013[冬]以降のディーラー参加申請はオンライン化が進められており、ワンダーフェスティバル公式サイトにてIDを取得後に「当日版権取得の手引き」を読みながら版権申請を行うようになった。これによって前回許可された版権のコードがすぐに探せるようになり、参加申込みがしやすいシステムとなった。
2014[冬]は、平成26年の大雪の影響により、一度は開催中止が検討されたが、開催を決行した。しかし、京葉線・武蔵野線の大幅なダイヤ乱れの影響で、一般参加者数が大幅に減り、多数のディーラーが参加を取りやめる事態となった。
2015[夏]では、キン肉マンのコスプレをしたコスプレイヤーが迷惑行為を行った事件が発生し、原作者のゆでたまごが苦言を呈すまでに発展した。
2017[冬]は、他イベントの兼ね合いのため、中旬である2月19日に開催された。翌年の2018[冬]も同様に中旬である2月18日に開催されたが、その翌年の2019[冬]は2月10日開催予定となり、3年ぶりに時期が戻ることになる。

### 新型コロナウイルスに伴う中止
東京オリンピックのフェンシング、テコンドー、レスリングの競技会場として、幕張メッセが使われることに伴い、当初は2020[夏]の開催時期を繰り下げ、2020年11月1日に2020[秋]として開催される予定となっていた。だが、新型コロナウイルスの感染拡大や緊急事態宣言の発令を受けて、出展者・来場者の安全確保および当日版権の絡みで開催することが困難と判断、2020[秋]の開催を中止することが決まった。2021[冬]についても、当初は慎重に判断しながらスケジュール決定を行うとしていたが、緊急事態宣言発令の煽りを受けて中止となった。
2021[秋]は2021年9月20日に幕張メッセ国際展示場で開催することが告知されたが、新型コロナウイルスの感染拡大の影響により2021年10月9日に2021[秋]オンラインと題するオンライン展示イベントとなることが発表された。